# العرائس (تبن)

تعديل مصدري - تعديل

العرائس هي إحدى قرى عزلة الحوطة بمديرية تبن التابعة لمحافظة لحج، بلغ تعداد سكانها 751 نسمة حسب تعداد اليمن لعام 2004.